# Hrvaška moška košarkarska reprezentanca
Hrvaška moška košarkarska reprezentanca (hrvaško: Hrvatska košarkarska reprezentacija) predstavlja Hrvaško na mednarodnih košarkarskih tekmah. Ekipo nadzoruje Hrvaška košarkarska zveza (HKS). Največji uspeh je Hrvaška dosegla na olimpijskih igrah v Barceloni leta 1992, ko je ekipa v finalu tekmovala proti ZDA in osvojila srebrno medaljo. Hrvaška je osvojila tudi bronasto medaljo na svetovnem pokalu FIBA in dve bronasti medalji na EuroBasketu.
Hrvaški košarkarji Krešimir Ćosić, Dražen Petrović, Dino Rađa in Mirko Novosel so člani Naismithovega spominskega Basketball Hall of Fame. Ćosić je bil leta 1996 povabljen kot igralec, Petrović leta 2002 in Rađa leta 2018 tudi kot igralca, Novosel leta 2007 pa kot trener. Ćosić je tudi edini Hrvat, ki je prejel red za zasluge FIBA. Ćosić nikoli ni igral za hrvaško reprezentanco, ker je bil le član jugoslovanske reprezentance, je imel rekord v številu medalj (vključno z olimpijskim zlatom) in največ iger igralca.